# 宮崎北斗
宮崎 北斗（みやざき ほくと、1989年3月12日 - ）は、日本中央競馬会 (JRA) 美浦トレーニングセンターに所属する騎手。

## 経歴
埼玉県東松山市出身。小学5年生の時に知人の飼っている道産子に乗せてもらい、後に競馬場に連れて行ってもらったのが騎手になるきっかけである。
2004年に競馬学校第23期生として入学し、2007年に騎手免許を取得。同年に美浦・高市圭二厩舎所属として騎手デビュー。同期に浜中俊、藤岡康太、丸田恭介、草野太郎らがいる。
初騎乗は同年3月3日中京競馬第2競走のオリジナルカラーで3着。初勝利は同年4月21日福島競馬第3競走で、デビュー戦に騎乗したオリジナルカラーであった。
2008年12月20日、第46回愛知杯で単勝16番人気のセラフィックロンプに騎乗し、重賞競走初挑戦で初勝利を挙げた。
2011年6月9日にタレントの高橋摩衣と入籍。2男1女をもうけている。
2012年8月11日の札幌競馬第6競走でモンサンミーティアに騎乗しJRA通算100勝を達成。
平成25年度においては、障害競走の騎手免許を更新しなかったため、2013年3月1日からは平地免許のみとなる。
2014年に落馬負傷したことをきっかけにアメリカにて応用脳神経学の勉強を始め、日本で数名（2020年現在で宮崎含め5名）しか取得していないZ-HEALTHトレーナー資格を取得。茨城県にてパーソナルセッションを主とするスタジオを開設した。
2019年3月、YouTube「カラダマニアちゃんねる」開設。同時期にはTwitterも開設し、脳科学に関する知識を発信している。

## おもな騎乗馬
- セラフィックロンプ（2008年、2010年愛知杯）
- メーヴェ
- ストレイトガール
- ダディーズマインド
- ナイトブリーズ
- リッターシュラーク
- ロイヤルパールス

## 騎乗成績
| 年度   | 1着 | 2着 | 3着 | 騎乗数 | 勝率 | 連対率 | 複勝率 |
| ------ | --- | --- | --- | ------ | ---- | ------ | ------ |
| 2007年 | 8   | 6   | 9   | 245    | .033 | .057   | .094   |
| 2008年 | 11  | 25  | 19  | 416    | .026 | .087   | .132   |
| 2009年 | 37  | 37  | 49  | 678    | .055 | .109   | .181   |
| 2010年 | 18  | 21  | 16  | 409    | .044 | .095   | .134   |
| 2011年 | 17  | 19  | 20  | 430    | .040 | .084   | .130   |
| 2012年 | 17  | 27  | 27  | 431    | .039 | .102   | .165   |
| 2013年 | 8   | 12  | 10  | 350    | .023 | .057   | .086   |
| 中央   | 116 | 147 | 150 | 2964   | .039 | 088    | .122   |
| 地方   | 0   | 2   | 2   | 22     | .000 | .065   | .129   |

|                    | 日付           | 競馬場・開催・レース | 競走名             | 馬名               | 頭数 | 人気 | 着順 |
| ------------------ | -------------- | -------------------- | ------------------ | ------------------ | ---- | ---- | ---- |
| 初騎乗             | 2007年3月3日   | 1回中京1日目2R       | 3歳未勝利          | オリジナルカラー   | 16頭 | 10   | 3着  |
| 初勝利             | 2007年4月21日  | 1回福島7日目3R       | 3歳未勝利          | オリジナルカラー   | 14頭 | 1    | 1着  |
| 重賞初騎乗・初勝利 | 2008年12月20日 | 3回中京3日11R        | 愛知杯             | セラフィックロンプ | 18頭 | 16   | 1着  |
| GI初騎乗           | 2009年5月17日  | 2回東京8日11R        | ヴィクトリアマイル | セラフィックロンプ | 18頭 | 18   | 18着 |